# Schloss Kleineibstadt
Das Schloss Kleineibstadt war ein dreiflügeliger Renaissancebau am Rand des Großeibstadter Ortsteiles Kleineibstadt im Landkreis Rhön-Grabfeld (Unterfranken). Der Adelssitz wurde 1900 durch Blitzschlag zerstört und später vollständig abgebrochen.

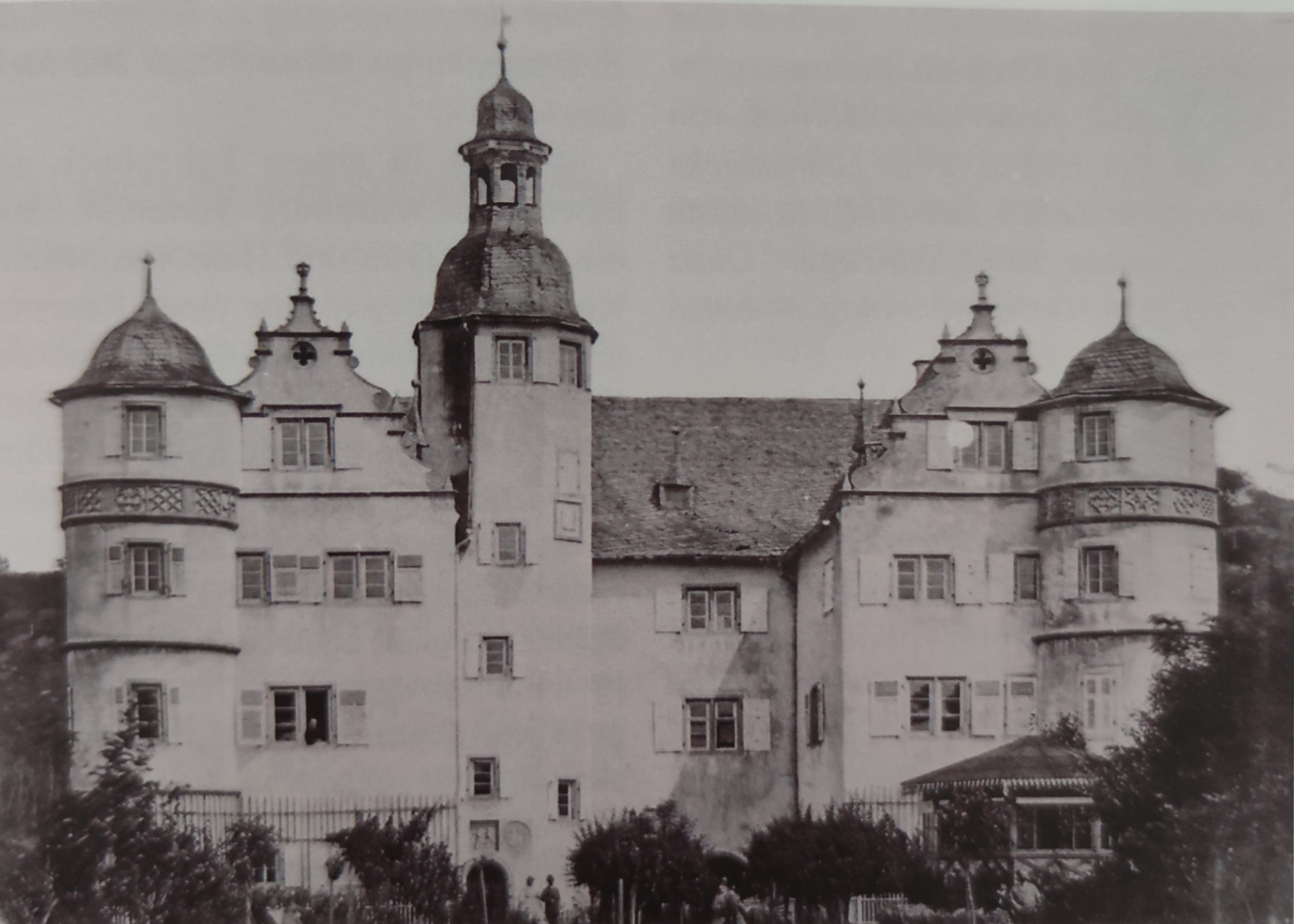
Schloss Kleineibstadt um 1890

## Geschichte
Der Besitz gehörte ursprünglich den Grafen von Henneberg und kam später an das Hochstift Würzburg. Das Hochstift verkaufte Kleineibstadt 1554 an den Ritter Valtin von Münster, behielt jedoch die Hoheitsrechte. Der abgegangene Herrensitz entstand zwischen 1581 und 1594 unter den Herren von Münster, die das Anwesen erst 1866 an Privatleute verkauften. Im Jahr 1900 setzte ein Blitz den Schlossbau in Vollbrand. Anschließend beseitigte man die Ruinen nahezu vollständig. Der Inventarband von 1915 kann noch von Resten des Treppenturmes berichten, die heute aber verschwunden sind.

Burgruine um 1900

## Beschreibung
Heute erinnert außer einigen alten Fotografien nichts mehr an den stattlichen Schlossbau der Herren von Münster. Das dreigeschossige Herrenhaus galt als eine der schönsten Renaissanceanlagen Unterfrankens. An den lang gestreckten Hauptbau stießen rechtwinklig kurze Flügel an, die von Rundtürmen flankiert wurden. Den steilen Satteldächern waren Volutengiebel mit Aufsätzen vorgeblendet. Die kuppelgekrönten Rundtürme wurden im oberen Teil von nachgotischen Maßwerkblenden umlaufen. Ein schlanker, fünfgeschossiger Treppenturm mit Laternenkuppel überragte die übrigen Bauteile.